# دليلة الزروقي
دليلة الزروقي (من مواليد 1 فبراير 1982) هي لاعبة كرة قدم جزائرية معتزلة ومدربة حالية لنادي العين الإماراتي. لعبت كمهاجم ومثلت كل من المنتخب الوطني الجزائري للسيدات و المنتخب الإماراتي لكرة القد للسيدات.

## النشأة
ولد الزروقي في مدينة الشلف في الجزائر .

## مسيرتها مع الأندية
لعبت الزروقي لصالح نادي بليدة والمركز ي الجزائري في الجزائر ولفريق ليون بي وكلايكس في فرنسا. 

## المسيرة الدولية
الزروقي توجت مع الجزائر ببطولة أفريقيا للسيدات 2006 . 
و مثلت منتخب الإمارات العربية المتحدة بدءا من عام 2011.

### الأهداف الدولية
النتائج مع منتخب الجزائر
| رقم المشاركة | التاريخ        | المكان                                       | الخصم        | نتيجة | مسابقة                                  |
| ------------ | -------------- | -------------------------------------------- | ------------ | ----- | --------------------------------------- |
| 1            | 11 يوليو 2004  | باماكو ، مالي                                | مالي         | 2-2   | تصفيات بطولة أفريقيا للسيدات 2004       |
| 2            | 11 يوليو 2004  | باماكو ، مالي                                | مالي         | 2-2   | تصفيات بطولة أفريقيا للسيدات 2004       |
| 3            | 23 يوليو 2004  | ملعب مصطفى تشاكر ، البليدة ، الجزائر         | مالي         | 1-0   | تصفيات بطولة أفريقيا للسيدات 2004       |
| 4            | 23 يوليو 2006  | ملعب عبد القادر شابو ، عنابة ، الجزائر       | مصر          | 1-0   | تصفيات بطولة أفريقيا للسيدات 2006       |
| 5            | 9 يوليو 2007   | ملعب علي بن فضة ، زرالدة ، الجزائر           | غانا         | 2-1   | دورة الألعاب الإفريقية 2007             |
| 6            | 12 يوليو 2007  | ملعب علي بن فضة ، زرالدة ، الجزائر           | السنغال      | 3-1   | دورة الألعاب الإفريقية 2007             |
| 7            | 2 ديسمبر 2007  | ملعب العبدي ، الجديدة                        | المغرب       | 0-1   | تصفيات بطولة أفريقيا للسيدات 2008       |
| 8            | 16 سبتمبر 2011 | ملعب ماكساكويني ، مابوتو ، موزمبيق           | جنوب إفريقيا | 0-3   | دورة الألعاب الإفريقية 2011             |
| 9            | 6 مارس 2016    | ملعب عمر حمادي ، الجزائر العاصمة ، الجزائر   | إثيوبيا      | 1-2   | تصفيات كأس الأمم الأفريقية للسيدات 2016 |
| 10           | 26 مارس 2016   | ملعب يدنكاتشيو تيسيما ، أديس أبابا ، إثيوبيا | إثيوبيا      | 1-1   | تصفيات كأس الأمم الأفريقية للسيدات 2016 |

قائمة النتائج و حصيلة الأهداف مع منتخب الإمارات العربية المتحدة
| رقم المشاركة | التاريخ        | المكان                                                  | الخصم   | نتيجة | مسابقة                                       | المرجع. |
| ------------ | -------------- | ------------------------------------------------------- | ------- | ----- | -------------------------------------------- | ------- |
| 1            | 4 أكتوبر 2011  | استاد زايد بن سلطان ، أبوظبي ، الإمارات العربية المتحدة | سوريا   | 6-0   | بطولة اتحاد غرب آسيا لكرة القدم للسيدات 2011 | [ 5 ]   |
| 2            | 4 أكتوبر 2011  | استاد زايد بن سلطان ، أبوظبي ، الإمارات العربية المتحدة | سوريا   | 6-0   | بطولة اتحاد غرب آسيا لكرة القدم للسيدات 2011 | [ 5 ]   |
| 3            | 8 أكتوبر 2011  | استاد زايد بن سلطان ، أبوظبي ، الإمارات العربية المتحدة | لبنان   | 5-0   | بطولة اتحاد غرب آسيا لكرة القدم للسيدات 2011 | [ 6 ]   |
| 4            | 10 أكتوبر 2011 | استاد زايد بن سلطان ، أبوظبي ، الإمارات العربية المتحدة | البحرين | 4-0   | بطولة اتحاد غرب آسيا لكرة القدم للسيدات 2011 | [ 7 ]   |
| 5            | 12 أكتوبر 2011 | استاد زايد بن سلطان ، أبوظبي ، الإمارات العربية المتحدة | إيران   | 2-2   | بطولة اتحاد غرب آسيا لكرة القدم للسيدات 2011 | [ 8 ]   |

## روابط خارجية
- دليلة الزروقي على إنستغرام